# Lucien Chevaillier
Pour les articles homonymes, voir Chevaillier et Chevallier.
Lucien Chevaillier, né le 21 août 1883 et mort le 3 février 1932 à Paris est un pianiste, compositeur et critique musical français.

## Biographie
Chevaillier est né à Paris et étudie au Conservatoire de Paris où il obtient les premiers prix d'harmonie, de contrepoint et de fugue. Il enseigne pendant de nombreuses années à l'École normale de musique de Paris, au Conservatoire de Strasbourg, et a été directeur artistique de l'École de musique à Belfort. Il a également écrit des articles, des commentaires, et mené des entretiens pour les journaux de la musique français dont "Le Guide du concert", "Monde Musical". Il est mort à Paris.
Il est surtout connu pour sa musique pour piano, en particulier sa Berceuse, Op. 65 pour piano. Miette Lacmel, tragédie lyrique, a été créé au Grand-Théâtre de Strasbourg en 1923. Son opéra en un acte Le Poème du soir a été créée avec succès à l'Opéra-Comique à Paris le 13 mai 1925.
Son épouse Suzanne Chevaillier, née Lavergne, obtient un premier prix de violon au Conservatoire de Paris en 1913.